# Douroula
Douroula là một tổng thuộc tỉnh Mouhoun ở phía tây Burkina Faso. Thủ phủ là thị xã Douroula. Dân số theo điều tra năm 2005 là 12.806 người.

## Các thị xã và làng xã
- Douroula	(3 471 indân) (thủ phủ)
- Bladi	(2.196 indân)
- Kankono	(698 indân)
- Kassakongo	(550 indân)
- Kerebe	(1.000 indân)
- Kirikongo	(1.188 indân)
- Koussiri	(374 indân)
- Noraotenga	(750 indân)
- Sa	(340 indân)
- Souma	(655 indân)
- Tora	(520 indân)
- Toroba	(977 indân)[2]